# Himno de Europa
El himno europeo, también conocido como himno de la Unión Europea, es uno de los cuatro símbolos oficiales de la Unión Europea. La obra tiene su origen en la Oda a la Alegría, escrita por Friedrich Schiller en 1785 y la composición realizada por Ludwig van Beethoven para su novena sinfonía. Fue adoptado oficialmente por la Comunidad Económica Europea en 1985, no sustituye los himnos nacionales de los Estados miembros, sino que «celebra los valores que todos ellos comparten».  Sin embargo el himno es puramente instrumental y la letra en alemán de Schiller no tiene carácter oficial aunque, eventualmente, las letras alemanas suelen ser cantadas cuando el himno toca en algunos actos oficiales. No obstante, se ha propuesto en varias ocasiones dotar de letra al himno, preferentemente en latín, al ser una lengua muerta y "madre" de una gran parte de las actuales.

## Historia

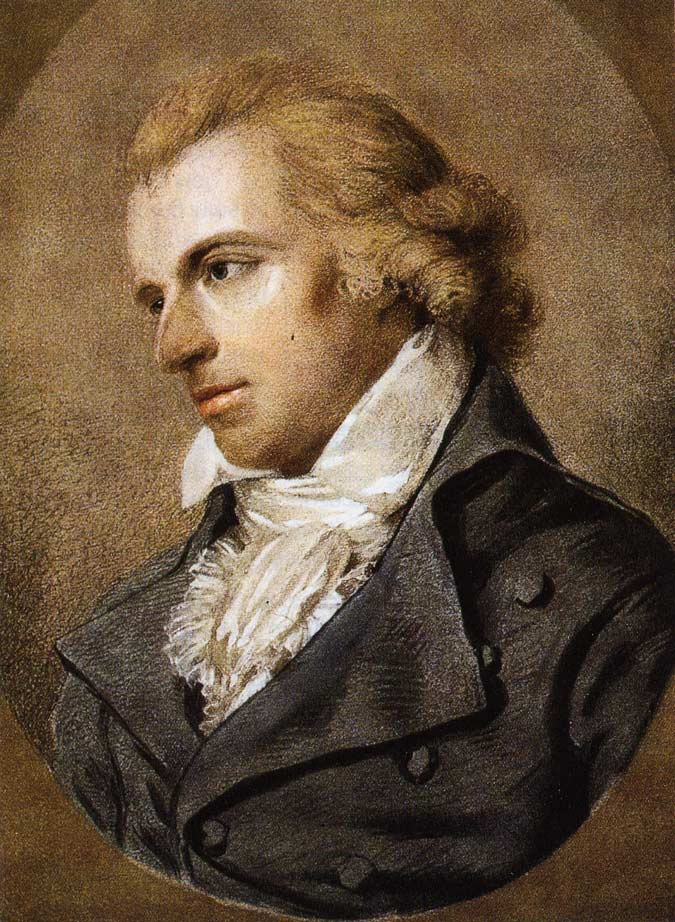
Friedrich Schiller.

### Origen
La Sinfonía n.º 9 en re menor, op. 125, conocida como Coral, es una sinfonía coral compuesta por Ludwig van Beethoven entre 1822 y 1824. Es la novena y última completa de sus nueve sinfonías. Se estrenó en Viena el 7 de mayo de 1824. Muchos críticos y musicólogos la consideran como una obra maestra de la música clásica occidental y uno de los logros supremos de toda la historia de la música. Es una de las obras más conocidas de la música de práctica común y una de las sinfonías más interpretadas del mundo.
La Novena fue el primer ejemplo de un compositor importante que incluyó partes vocales en una sinfonía. El movimiento final, el cuarto, de la sinfonía presenta cuatro solistas vocales y un coro en la paralela tonalidad de re mayor modulada, conocida comúnmente como la «Oda a la alegría». El texto fue adaptado de «An die Freude», un poema escrito por Friedrich Schiller en 1785 y revisado en 1803, con texto adicional escrito por Beethoven. 
En 1817 la Sociedad Filarmónica de Londres encargó originalmente la composición de la sinfonía. Ese año también se realizaron esbozos preliminares de la obra, en los que se fijaba la tonalidad en re menor y se preveía la participación vocal. El trabajo principal de composición se llevó a cabo entre el otoño de 1822 y la finalización del autógrafo en febrero de 1824. La sinfonía surgió a partir de otras piezas de Beethoven que, aunque obras terminadas por derecho propio, son también en cierto sentido precursoras de la futura sinfonía. La Fantasía coral de 1808, op. 80, básicamente un movimiento de concierto para piano, incorpora un coro y solistas vocales cerca del final para el clímax. El elenco vocal canta un tema interpretado primero instrumentalmente y este tema recuerda al tema correspondiente de la Novena Sinfonía.
| Oda a la Alegría (extracto de Beethoven para su sinfonía n.º 9) | |
| --- | --- |
| \| Texto original en lengua alemana Bariton Solo O Freunde, nicht diese Töne! Sondern laßt uns angenehmere anstimmen, und freudenvollere. Freude! Freude! Quartett mit Chor Freude, schöner Götterfunken, Tochter aus Elysium, Wir betreten feuertrunken, Himmlische, dein Heiligtum. Deine Zauber binden wieder, Was die Mode streng geteilt; Alle Menschen werden Brüder, Wo dein sanfter Flügel weilt. Wem der große Wurf gelungen, Eines Freundes Freund zu sein, Wer ein holdes Weib errungen, Mische seinen Jubel ein! Ja, wer auch nur eine Seele Sein nennt auf dem Erdenrund! Und wer´s nie gekonnt, der stehle Weinend sich aus diesem Bund! Freude trinken alle Wesen An den Brüsten der Natur, Alle Guten, alle Bösen Folgen ihrer Rosenspur. Küsse gab sie uns und Reben, Einen Freund, geprüft im Tod. Wollust ward dem Wurm gegeben, Und der Cherub steht vor Gott. Tenor Solo & Chor Froh, wie seine Sonnen fliegen Durch des Himmels prächtgen Plan, Laufet, Brüder, eure Bahn, Freudig wie ein Held zum Siegen. Chor Seid umschlungen, Millionen! Diesen Kuss der ganzen Welt! Brüder - überm Sternenzelt Muss ein lieber Vater wohnen. Ihr stürzt nieder, Millionen? Ahnest du den Schöpfer, Welt? Such ihn überm Sternenzelt, Über Sternen muss er wohnen. Chor Freude, schöner Götterfunken, Tochter aus Elysium, Wir betreten feuertrunken, Himmlische, dein Heiligtum. Deine Zauber binden wieder, Was die Mode streng geteilt; Alle Menschen werden Brüder, Wo dein sanfter Flügel weilt. Freude, schöner Götterfunken, Tochter aus Elysium, Freude, schöner Götterfunken! \| Traducción Solo de barítono ¡Oh amigos, no esos tonos! Entonemos otros más agradables y llenos de alegría. ¡Alegría, alegría! Solo de cuarteto de voces y coro ¡Alegría, bella chispa divina, hija del Elíseo! ¡Penetramos ardientes de embriaguez, ¡Oh celeste, en tu santuario! Tus encantos atan los lazos que la rígida moda rompiera; y todos los hombres serán hermanos bajo tus alas bienhechoras. Quien logró el golpe de suerte, de ser el amigo de un amigo. Quien ha conquistado una noble mujer ¡Que una su júbilo al nuestro! ¡Sí! que venga aquel que en la Tierra pueda llamar suya siquiera un alma. Pero quien jamás lo ha podido, ¡que se aparte llorando de nuestro grupo! Se derrama la alegría para los seres por todos los senos de la Naturaleza. todos los buenos, todos los malos, siguen su camino de rosas. Ella nos dio los besos y la vid, y un amigo probado hasta la muerte; Al gusanillo fue dada la Voluptuosidad y el querubín está ante Dios. Solo de tenor y coro masculino Alegres como vuelan sus soles, A través de la espléndida bóveda celeste, Corred, hermanos, seguid vuestra ruta Alegres, como el héroe hacia la victoria. Coro ¡Sean abrazados Millones! ¡Este beso al mundo entero! Hermanos, sobre la bóveda estrellada Debe habitar un Padre amante. ¿Os postráis, Millones de seres? ¿Mundo, presientes al Creador? Búscalo por encima de las estrellas! ¡Allí debe estar su morada! Coro ¡Alegría, bella chispa divina, hija del Elíseo! ¡Penetramos ardientes de embriaguez, ¡Oh celeste, en tu santuario! Tus encantos atan los lazos que la rígida moda rompiera; y todos los hombres serán hermanos bajo tus alas bienhechoras. ¡Alegría, bella chispa divina, hija del Elíseo! ¡Alegría, bella chispa divina! \| | |
| Texto original en lengua alemana Bariton Solo O Freunde, nicht diese Töne! Sondern laßt uns angenehmere anstimmen, und freudenvollere. Freude! Freude! Quartett mit Chor Freude, schöner Götterfunken, Tochter aus Elysium, Wir betreten feuertrunken, Himmlische, dein Heiligtum. Deine Zauber binden wieder, Was die Mode streng geteilt; Alle Menschen werden Brüder, Wo dein sanfter Flügel weilt. Wem der große Wurf gelungen, Eines Freundes Freund zu sein, Wer ein holdes Weib errungen, Mische seinen Jubel ein! Ja, wer auch nur eine Seele Sein nennt auf dem Erdenrund! Und wer´s nie gekonnt, der stehle Weinend sich aus diesem Bund! Freude trinken alle Wesen An den Brüsten der Natur, Alle Guten, alle Bösen Folgen ihrer Rosenspur. Küsse gab sie uns und Reben, Einen Freund, geprüft im Tod. Wollust ward dem Wurm gegeben, Und der Cherub steht vor Gott. Tenor Solo & Chor Froh, wie seine Sonnen fliegen Durch des Himmels prächtgen Plan, Laufet, Brüder, eure Bahn, Freudig wie ein Held zum Siegen. Chor Seid umschlungen, Millionen! Diesen Kuss der ganzen Welt! Brüder - überm Sternenzelt Muss ein lieber Vater wohnen. Ihr stürzt nieder, Millionen? Ahnest du den Schöpfer, Welt? Such ihn überm Sternenzelt, Über Sternen muss er wohnen. Chor Freude, schöner Götterfunken, Tochter aus Elysium, Wir betreten feuertrunken, Himmlische, dein Heiligtum. Deine Zauber binden wieder, Was die Mode streng geteilt; Alle Menschen werden Brüder, Wo dein sanfter Flügel weilt. Freude, schöner Götterfunken, Tochter aus Elysium, Freude, schöner Götterfunken! | Traducción Solo de barítono ¡Oh amigos, no esos tonos! Entonemos otros más agradables y llenos de alegría. ¡Alegría, alegría! Solo de cuarteto de voces y coro ¡Alegría, bella chispa divina, hija del Elíseo! ¡Penetramos ardientes de embriaguez, ¡Oh celeste, en tu santuario! Tus encantos atan los lazos que la rígida moda rompiera; y todos los hombres serán hermanos bajo tus alas bienhechoras. Quien logró el golpe de suerte, de ser el amigo de un amigo. Quien ha conquistado una noble mujer ¡Que una su júbilo al nuestro! ¡Sí! que venga aquel que en la Tierra pueda llamar suya siquiera un alma. Pero quien jamás lo ha podido, ¡que se aparte llorando de nuestro grupo! Se derrama la alegría para los seres por todos los senos de la Naturaleza. todos los buenos, todos los malos, siguen su camino de rosas. Ella nos dio los besos y la vid, y un amigo probado hasta la muerte; Al gusanillo fue dada la Voluptuosidad y el querubín está ante Dios. Solo de tenor y coro masculino Alegres como vuelan sus soles, A través de la espléndida bóveda celeste, Corred, hermanos, seguid vuestra ruta Alegres, como el héroe hacia la victoria. Coro ¡Sean abrazados Millones! ¡Este beso al mundo entero! Hermanos, sobre la bóveda estrellada Debe habitar un Padre amante. ¿Os postráis, Millones de seres? ¿Mundo, presientes al Creador? Búscalo por encima de las estrellas! ¡Allí debe estar su morada! Coro ¡Alegría, bella chispa divina, hija del Elíseo! ¡Penetramos ardientes de embriaguez, ¡Oh celeste, en tu santuario! Tus encantos atan los lazos que la rígida moda rompiera; y todos los hombres serán hermanos bajo tus alas bienhechoras. ¡Alegría, bella chispa divina, hija del Elíseo! ¡Alegría, bella chispa divina! |

### Símbolo de la Unión Europea
En 1971, la Asamblea Parlamentaria del Consejo de Europa (no confundir con el Consejo de la Unión Europea) decidió proponer la adopción de la antesala de la Oda a la Alegría de la Novena Sinfonía de Beethoven como himno, tomando la sugerencia hecha por el conde austriaco Richard Nikolaus Graf von Coudenhove-Kalergi en 1955. Beethoven fue visto generalmente como la mejor elección para un himno de Europa. Herbert von Karajan accedió a una petición del Consejo de la Unión Europea de escribir tres arreglos instrumentales para solo de piano, viento y orquesta sinfónica, con los que se hizo oficial en 1985 como himno de la Unión Europea tras la aprobación de los jefes de Estado y de Gobierno de la UE, siendo interpretado por primera vez de manera oficial el 29 de mayo de ese mismo año.
Por otra parte, existió un proyecto de la Comisión Europea (CE) buscó dotarlo de un texto que represente los ideales de la Unión. El compositor austriaco Peter Roland ha preparado tres estrofas en latín relacionadas con la paz y la Europa unida en la diversidad, haciendo eco al lema de la UE: Unida en la diversidad. El latín, como antigua lengua de varios países europeos, fue el lenguaje propuesto por Roland quien ofreció una copia de su versión a Romano Prodi, entonces presidente de la Comisión Europea durante una reunión en Viena en febrero de 2004. En el mismo sentido, en 2012 el partido Unión Europea de Esperanto (EEU) presentó como propuesta a la Comisión que "la Unión Europea recomiende cantar el himno europeo en el idioma neutral esperanto cuando los representantes de los Estados miembros quieran expresar conjuntamente su pertenencia a una Europa común y de iguales derechos".

#### El proyecto de la Constitución Europea
El Tratado por el que se establece una Constitución para Europa (conocido como Constitución Europea o Tratado Constitucional) fue un tratado internacional no ratificado destinado a crear una constitución consolidada para la Unión Europea (UE). De haber sido aprobado, habría reemplazado los tratados existentes de la UE con un solo texto, otorgando fuerza legal a la Carta de los Derechos Fundamentales, y ampliado la votación a mayoría cualificada en áreas de política que previamente se habían decidido por unanimidad entre los Estados miembro de la Unión.

## Símbolos en el Tratado de Lisboa
En la declaración n° 52 del Tratado de Lisboa firmado en 2007, la mayoría de los Estados miembro de la UE manifestaron que la bandera, el himno, la  divisa, el Día de Europa, y el Euro en tanto que moneda de la UE, “seguirán  siendo, para  ellos, los símbolos de la pertenencia común de los ciudadanos a la UE y de su relación con ésta”.